# Pigeon de Delegorgue
Columba delegorguei
Espèce
Statut de conservation UICN

 LC  : Préoccupation mineure
Le Pigeon de Delegorgue (Columba delegorguei) est une espèce d'oiseau appartenant à la famille des Columbidae.

## Description
Cet oiseau mesure 24 à 33 cm de longueur pour une masse de 130 à 180 g. Il présente un net dimorphisme sexuel.
Le mâle a le front et les joues gris bleu. L'arrière du cou est verdâtre avec des reflets métalliques mauves et rosés. Il arbore un demi-collier blanc sur la nuque. La gorge et la poitrine sont mauve vineux avec de légères nuances gris bleu. Les couvertures alaires sont brun pourpre à rougeâtre avec des reflets métalliques. Le ventre est brun rougeâtre et les flancs gris ardoisé. Le croupion et la queue sont noirs. Les iris sont brunâtres avec de minces cercles oculaires rougeâtres. Le bec est gris. Les pattes sont rouges.
La femelle présente une tête brun roux et des parties supérieures noirâtres. Elle n'arbore pas de demi-collier blanc.

## Répartition
Cet oiseau est originaire d'Afrique du Sud, Angola, Kenya, Malawi, Mozambique, Ouganda, Soudan, Tanzanie, Zambie et Zimbabwe.

## Habitat
Cet oiseau peuple les forêts des régions montagneuses.

## Alimentation
Cet oiseau consomme des fruits et des baies. Occasionnellement, il prélève des graines au sol.

## Nidification
Le nid est construit à grande hauteur. La femelle pond généralement deux œufs couvés alternativement par les deux parents pendant 15 ou 16 jours.

## Sous-espèces
Selon A. Peterson, cet oiseau est représenté par 2 sous-espèces :
- Columba delegorguei delegorguei Delegorgue 1847 vivant en Afrique du Sud ;
- Columba delegorguei sharpei (Salvadori 1893) avec le dos plutôt noir, la nuque verte et une taille légèrement plus petite (24 à 30 cm), vivant du sud du Soudan jusqu'au Kenya, en Tanzanie et au nord du Mozambique.